# Digitale Kamerarückwand

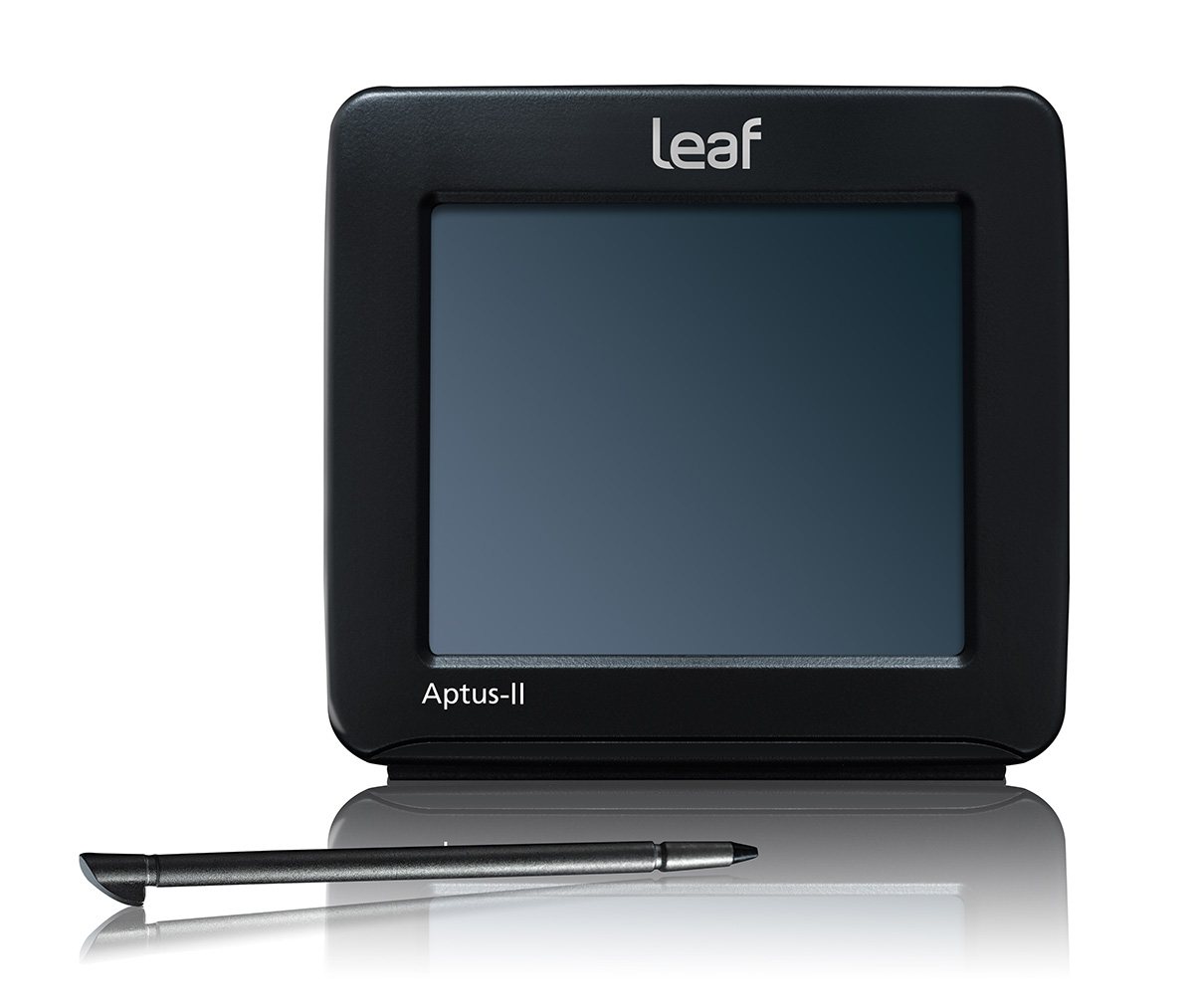
Digitalrückteil Leaf Aptus II

Digitale Kamerarückteile enthalten Bildsensoren zur digitalen Bildaufzeichnung. Sie werden an der Rückseite von modularen Kameragehäusen angebracht und erweitern das entsprechende Kamerasystem zu einem digitalen Kamerasystem. Sie sind vor allem im Bereich der Mittelformat- und Großformatkameras verbreitet. Bei den Mittelformatkameras wird das Rückteil anstatt der Rollfilmkassette angebracht. Hersteller dieser Rückteile sind unter anderem die Unternehmen Eyelike/Jenoptik,  Imacon (Übernahme durch Hasselblad 2004), Kodak, Leaf, Leica, Phase One und Sinar.

## Geschichte
Das erste derartige Digitalrückteil für eine Kleinbild-Spiegelreflexkamera wurde 1987 für militärische Zwecke von Kodak auf Basis einer Canon New F-1 entwickelt: Die Canon New F-1 Electro-Optic Camera. In der Folge wurden weitere „militärische Anwendungen“ – hier aber auf Basis einer Nikon F3 – entwickelt, die Hawkeye II genannt wurden.
Das erste frei erhältliche Digitalrückteil für eine Kleinbild-Spiegelreflexkamera wurde 1991 (auch von Kodak) angeboten, es wurde jedoch nur zusammen mit einer modifizierten Nikon F3 als Kodak DCS 100 verkauft. Kodak bot bis 1999 weitere digitale Rückteile für Spiegelreflexkameras von Nikon und Canon an, bis 1995 stellten diese das gesamte Angebot an digitalen Spiegelreflexkameras dar. In allen diesen Fällen verkaufte Kodak die digitalen Rückwände zusammen mit den zugehörigen Canon- bzw. Nikon-Kameras. Eine komplette Übersicht ist auf der Website des Entwicklers James McGarvey zu finden.
Ab 2005 bot Leica das Digital-Modul-R für die R8 und R9 an.
2011 meldete Nikon eine digitale Kamerarückwand für seine alten Kameras der F-Serie zum Patent an.
Nicht zu den digitalen Kamerarückwänden zählen die Still Video Backs, die bereits ab 1986 von Minolta und ab 1988 von Chinon angeboten wurden, diese zeichneten analoge Signale auf.

## Varianten
Digitale Kamerarückteile werden in zwei unterschiedlichen Bauarten angeboten:

### Scan-Rückteile
Zusammen mit einem Scan-Rückteil wird eine analoge Kamera zu einer Scannerkamera. Nach dem Scanprinzip werden die Bildpunkte nicht gleichzeitig, sondern zeilenweise nacheinander erfasst. Dadurch ergeben sich – abhängig von der Auflösung – Erfassungszeiten von etwa 40 Sekunden bis zu mehreren Minuten. Es werden gegenwärtig Rückteile angeboten, die eine Auflösung von über 14.000 × 17.000 Pixel (über 250 Millionen Pixel ohne Interpolation) erreichen.

### Chip-Rückteile
Wie in handelsüblichen Digitalkameras wird ein CCD- oder APS-Chip eingesetzt, allerdings hat dieser eine größere Fläche und eine höhere Pixelanzahl. Gegenwärtig markieren Chiprückteile mit 150 Millionen Pixel den technischen Stand. Mit der Verfügbarkeit hochauflösender Chiprückteile hat sich die digitale Bilderfassung auf fast allen Gebieten der professionellen Fotografie durchgesetzt.

## Große Datenmengen
Bei Auflösungen von 20 Millionen bis über 250 Millionen Pixeln und entsprechend großen Bildverarbeitungssensoren kostet eine Rückwand oft über 20.000 Euro, daher werden sie fast ausschließlich von Profifotografen genutzt. Durch die hohe Anzahl der aufgezeichneten Pixel besteht ein großer Platzbedarf beim Speichern, die Dateigrößen können bis zu 1500 MB für ein Bild erreichen.
In Studios besteht die Möglichkeit, die Kamera direkt an einen Computer anzuschließen, so dass es keine Probleme mit der Speicherung der großen Datenmengen gibt. Viele Kameras können direkt über den Computer gesteuert werden, das Bild ist dann zur Kontrolle direkt auf dem Monitor verfügbar.

### Hersteller
- Leaf (englisch)
- Mamiya Leaf
- PhaseOne.com (englisch)
- RENCAY
- Seitz Phototechnik AG
- Sinar